# Coupe du président de l'AFC 2006
Navigation
Édition précédente Édition suivante
La Coupe du président de l'AFC 2006 est la deuxième édition de la Coupe du président de l'AFC, la compétition mise en place par l'AFC pour les meilleures équipes des pays classés comme émergents par la confédération asiatique, la troisième et dernière catégorie des nations asiatiques.
Les huit nations ayant pris part à l'édition inaugurale la saison passée engagent de nouveau leur champion national cette année.
Cette édition a vu toutes ses rencontres se disputer au Stade Sarawak de Kuching en Malaisie. C'est le club kirghize de Dordoi-Dynamo Naryn, finaliste malheureux l'année dernière, qui remporte le titre, après avoir battu en finale (après prolongations) les Tadjiks de Vakhsh Qurghonteppa. C'est le premier titre continental de l'histoire du club. À noter que les deux clubs se sont auparavant rencontrés en phase de poule; c'est alors le club tadjik qui s'est largement imposé (3-0).
Le meilleur buteur du tournoi est le Kirghize Roman Kornilov, joueur du Dordoi-Dynamo Naryn, avec 5 réalisations. Notons aussi que 15 rencontres ont été disputées dans cette compétition pour un total de 49 buts marqués (soit 3,27 par match).

## Participants
- Dordoi-Dinamo Naryn - Champion du Kirghizistan 2005
- Manang Marsyangdi Club - Champion du Népal 2005-2006
- Tatung Football Club - Champion de Taipei chinois 2005
- Transport United - Champion du Bhoutan 2005
- Vakhsh Qurghonteppa - Champion du Tadjikistan 2005
- Ratnam SC - Vice-champion du Sri Lanka 2004-2005
- Khemara Keila FC - Champion du Cambodge 2005
- Pakistan Army FC - Champion du Pakistan 2005

## Phase de groupes
Toutes les équipes participantes sont réparties dans deux groupes de 4 équipes. 
Les deux premiers de chaque poule se qualifient pour les demi-finales.

### Groupe A
| Rang | Équipe               | Pts | J | G | N | P | Bp | Bc | Diff |  | Résultats (▼ dom., ► ext.) |  |     |     |     |
| ---- | -------------------- | --- | - | - | - | - | -- | -- | ---- |  | -------------------------- |  | --- | --- | --- |
| 1    | Khemara Keila FC     | 7   | 3 | 2 | 1 | 0 | 8  | 3  | +5   |  | Khemara Keila FC           |  | 5-1 | 2-1 | 1-1 |
| 2    | Tatung Football Club | 6   | 3 | 2 | 0 | 1 | 10 | 6  | +4   |  | Tatung Football Club       |  |     | 5-0 | 4-1 |
| 3    | Transport United     | 3   | 3 | 1 | 0 | 2 | 2  | 7  | -5   |  | Transport United           |  |     |     | 1-0 |
| 4    | Pakistan Army FC     | 1   | 3 | 0 | 1 | 2 | 2  | 6  | -4   |  | Pakistan Army FC           |  |     |     |     |

| 10 mai 2006 | Pakistan Army FC | 1 – 4   | Tatung Football Club                                   | Stade Sarawak, Kuching                         |                                                |
| 17h00       | Jaffar 29e       | (1 - 2) | Ahmed 11e (csc) · Wu 25e (pen.) · Hsu 49e · Chuang 90e | Spectateurs : 100 Arbitrage : Ram Krishna Gosh | Spectateurs : 100 Arbitrage : Ram Krishna Gosh |
| 17h00       | rapport          |         |                                                        | Spectateurs : 100 Arbitrage : Ram Krishna Gosh | Spectateurs : 100 Arbitrage : Ram Krishna Gosh |

| 10 mai 2006 | Khemara Keila FC     | 2 – 1   | Transport United | Stade Sarawak, Kuching                       |                                              |
| 20h00       | Veasna 45e · Kim 90e | (1 - 0) | Wangchuk 66e     | Spectateurs : 100 Arbitrage : Subrata Sarkar | Spectateurs : 100 Arbitrage : Subrata Sarkar |
| 20h00       | rapport              |         |                  | Spectateurs : 100 Arbitrage : Subrata Sarkar | Spectateurs : 100 Arbitrage : Subrata Sarkar |

| 12 mai 2006 | Transport United | 1 – 0   | Pakistan Army FC | Stade Sarawak, Kuching                       |                                              |
| 18h30       | Dorji 90e        | (0 - 0) |                  | Spectateurs : 100 Arbitrage : Subrata Sarkar | Spectateurs : 100 Arbitrage : Subrata Sarkar |
| 18h30       | rapport          |         |                  | Spectateurs : 100 Arbitrage : Subrata Sarkar | Spectateurs : 100 Arbitrage : Subrata Sarkar |

| 13 mai 2006 | Tatung Football Club | 1 – 5   | Khemara Keila FC                                     | Stade Sarawak, Kuching                           |                                                  |
| 10h00       | Hsu 12e              | (1 - 0) | Kim 56e · Choe 59e · Choe 72e · Choe 77e · Kosal 90e | Spectateurs : 50 Arbitrage : Abdulhameed Ebrahim | Spectateurs : 50 Arbitrage : Abdulhameed Ebrahim |
| 10h00       | rapport              |         |                                                      | Spectateurs : 50 Arbitrage : Abdulhameed Ebrahim | Spectateurs : 50 Arbitrage : Abdulhameed Ebrahim |

| 14 mai 2006 | Pakistan Army FC | 1 – 1   | Khemara Keila FC | Stade Sarawak, Kuching                      |                                             |
| 16h00       | Chacha 36e       | (1 - 0) | Sokumpheak 48e   | Spectateurs : 50 Arbitrage : Subrata Sarkar | Spectateurs : 50 Arbitrage : Subrata Sarkar |
| 16h00       | rapport          |         |                  | Spectateurs : 50 Arbitrage : Subrata Sarkar | Spectateurs : 50 Arbitrage : Subrata Sarkar |

| 14 mai 2006 | Tatung Football Club                                     | 5 – 0   | Transport United | Stade Sarawak, Kuching                           |                                                  |
| 18h30       | Lin 52e · Chuang 70e · Chuang 71e · Chuang 75e · Hsu 89e | (0 - 0) |                  | Spectateurs : 50 Arbitrage : Abdulhameed Ebrahim | Spectateurs : 50 Arbitrage : Abdulhameed Ebrahim |
| 18h30       | rapport                                                  |         |                  | Spectateurs : 50 Arbitrage : Abdulhameed Ebrahim | Spectateurs : 50 Arbitrage : Abdulhameed Ebrahim |

### Groupe B
| Rang | Équipe                 | Pts | J | G | N | P | Bp | Bc | Diff |  | Résultats (▼ dom., ► ext.) |  |     | Drapeau du Népal |     |
| ---- | ---------------------- | --- | - | - | - | - | -- | -- | ---- |  | -------------------------- |  | --- | ---------------- | --- |
| 1    | Vakhsh Qurghonteppa    | 6   | 3 | 2 | 0 | 1 | 6  | 4  | +2   |  | Vakhsh Qurghonteppa        |  | 3-0 | 1-3              | 2-1 |
| 2    | Dordoi-Dynamo Naryn    | 6   | 3 | 2 | 0 | 1 | 5  | 3  | +2   |  | Dordoi-Dynamo Naryn        |  |     | 2-0              | 3-0 |
| 3    | Manang Marsyangdi Club | 3   | 3 | 1 | 0 | 2 | 2  | 3  | -1   |  | Manang Marsyangdi Club     |  |     |                  | 0-2 |
| 4    | Ratnam SC              | 3   | 3 | 1 | 0 | 2 | 2  | 3  | -1   |  | Ratnam SC                  |  |     |                  |     |

| 11 mai 2006 | Manang Marsyangdi Club | 0 – 2   | Ratnam SC                     | Stade Sarawak, Kuching                       |                                              |
| 18h30       |                        | (0 - 0) | Jayasuriya 66e · Mohideen 89e | Spectateurs : 100 Arbitrage : Satop Tongkhan | Spectateurs : 100 Arbitrage : Satop Tongkhan |
| 18h30       | rapport                |         |                               | Spectateurs : 100 Arbitrage : Satop Tongkhan | Spectateurs : 100 Arbitrage : Satop Tongkhan |

| 11 mai 2006 | Dordoi-Dynamo Naryn | 0 – 3   | Vakhsh Qurghonteppa                          | Stade Sarawak, Kuching                   |                                          |
| 20h00       |                     | (0 - 1) | Khamrakulov 24e · Karabaev 62e · Rizomov 81e | Spectateurs : 100 Arbitrage : Sun Baojie | Spectateurs : 100 Arbitrage : Sun Baojie |
| 20h00       | rapport             |         |                                              | Spectateurs : 100 Arbitrage : Sun Baojie | Spectateurs : 100 Arbitrage : Sun Baojie |

| 13 mai 2006 | Ratnam SC | 0 – 3   | Dordoi-Dynamo Naryn                        | Stade Sarawak, Kuching                   |                                          |
| 16h00       |           | (0 - 1) | Kornilov 21e · Krasnov 66e · Ishenbaev 88e | Spectateurs : 100 Arbitrage : Sun Baojie | Spectateurs : 100 Arbitrage : Sun Baojie |
| 16h00       | rapport   |         |                                            | Spectateurs : 100 Arbitrage : Sun Baojie | Spectateurs : 100 Arbitrage : Sun Baojie |

| 13 mai 2006 | Vakhsh Qurghonteppa | 1 – 3   | Manang Marsyangdi Club                    | Stade Sarawak, Kuching                       |                                              |
| 18h30       | Rizomov 80e         | (0 - 1) | A.Gurung 20e · Gauchan 60e · K.Gurung 90e | Spectateurs : 100 Arbitrage : Satop Tongkhan | Spectateurs : 100 Arbitrage : Satop Tongkhan |
| 18h30       | rapport             |         |                                           | Spectateurs : 100 Arbitrage : Satop Tongkhan | Spectateurs : 100 Arbitrage : Satop Tongkhan |

| 15 mai 2006 | Manang Marsyangdi Club | 0 – 2   | Dordoi-Dynamo Naryn         | Stade Sarawak, Kuching                       |                                              |
| 16h30       |                        | (0 - 1) | Kornilov 23e · Kornilov 69e | Spectateurs : 100 Arbitrage : Satop Tongkhan | Spectateurs : 100 Arbitrage : Satop Tongkhan |
| 16h30       | rapport                |         |                             | Spectateurs : 100 Arbitrage : Satop Tongkhan | Spectateurs : 100 Arbitrage : Satop Tongkhan |

| 15 mai 2006 | Ratnam SC          | 1 – 2   | Vakhsh Qurghonteppa              | Stade Negeri, Kuching                         |                                               |
| 16h30       | Ediribandanage 81e | (0 - 0) | Rizomov 46e · Izzadeen 74e (csc) | Spectateurs : 50 Arbitrage : Ram Krishna Gosh | Spectateurs : 50 Arbitrage : Ram Krishna Gosh |
| 16h30       | rapport            |         |                                  | Spectateurs : 50 Arbitrage : Ram Krishna Gosh | Spectateurs : 50 Arbitrage : Ram Krishna Gosh |

## Phase finale à élimination directe
|  | Demi-finales         | Demi-finales        |                          |   | Finale | Finale |
|  | Demi-finales         | Demi-finales        |                          |   | Finale | Finale |
|  |                      |                     |                          |   |        |        |
|  |                      |                     |                          |   |        |        |
|  |                      |                     |                          |   |        |        |
|  | Khemara Keila FC     | 0                   |                          |   |        |        |
|  | Khemara Keila FC     | 0                   |                          |   |        |        |
|  | Dordoi-Dynamo Naryn  | 3                   |                          |   |        |        |
|  | Dordoi-Dynamo Naryn  | 3                   | Dordoi-Dynamo Naryn a.p. | 2 |        |        |
|  |                      |                     | Dordoi-Dynamo Naryn a.p. | 2 |        |        |
|  |                      | Vakhsh Qurghonteppa | 1                        |   |        |        |
|  | Vakhsh Qurghonteppa  | Vakhsh Qurghonteppa | 1                        | 3 |        |        |
|  | Vakhsh Qurghonteppa  |                     |                          | 3 |        |        |
|  | Tatung Football Club | 1                   |                          |   |        |        |
|  | Tatung Football Club | 1                   |                          |   |        |        |

| Demi-finales      | Khemara Keila FC | 0 – 3   | Dordoi-Dynamo Naryn                         | Stade Sarawak, Kuching                         |                                                |
| 17 mai 2006 20h00 |                  | (0 - 2) | Kornilov 33e · Ishenbaev 41e · Kornilov 76e | Spectateurs : 200 Arbitrage : Ram Krishna Gosh | Spectateurs : 200 Arbitrage : Ram Krishna Gosh |
| 17 mai 2006 20h00 | rapport          |         |                                             | Spectateurs : 200 Arbitrage : Ram Krishna Gosh | Spectateurs : 200 Arbitrage : Ram Krishna Gosh |

| Demi-finales      | Vakhsh Qurghonteppa                            | 3 – 1   | Tatung Football Club | Stade Sarawak, Kuching                       |                                              |
| 18 mai 2006 20h00 | Khamrakulov 43e · Savankulov 81e · Ortikov 83e | (1 - 0) | Chuang 56e           | Spectateurs : 100 Arbitrage : Subrata Sarkar | Spectateurs : 100 Arbitrage : Subrata Sarkar |
| 18 mai 2006 20h00 | rapport                                        |         |                      | Spectateurs : 100 Arbitrage : Subrata Sarkar | Spectateurs : 100 Arbitrage : Subrata Sarkar |

| Finale            | Dordoi-Dynamo Naryn      | 2 – 1 (ap)     | Vakhsh Qurghonteppa | Stade Sarawak, Kuching                   |                                          |
| 21 mai 2006 20h00 | Amirov 36e · Amirov 102e | (1 - 0, 1 - 1) | Savankulov 52e      | Spectateurs : 500 Arbitrage : Sun Baojie | Spectateurs : 500 Arbitrage : Sun Baojie |
| 21 mai 2006 20h00 | rapport                  |                |                     | Spectateurs : 500 Arbitrage : Sun Baojie | Spectateurs : 500 Arbitrage : Sun Baojie |

| DORDOI-DYNAMO NARYN |    |                    |     |      |
|                     |    |                    |     |      |
| G                   | 1  | Vladislav Volkov   |     |      |
| D                   | 2  | Nurbek Ahatov      |     |      |
| D                   | 3  | Talant Samsaliev   |     |      |
| D                   | 4  | Ruslan Sydykov     |     |      |
| D                   | 5  | Sergey Kniazev     |     |      |
| M                   | 7  | Aibek Bokoev       |     |      |
| M                   | 11 | Azamat Ishenbaev   | 99e | 120e |
| M                   | 18 | Vadim Harchenko    |     |      |
| A                   | 9  | Roman Kornilov     |     |      |
| A                   | 12 | Ildar Amirov       |     | 111e |
| A                   | 15 | Andrey Krasnov     | 70e | 72e  |
| Remplaçants :       |    |                    |     |      |
| A                   | 10 | Zamirbek Jumagulov |     | 72e  |
| D                   | 13 | Timur Kydyraliev   |     | 120e |
| A                   | 20 | Vladimir Verevkin  |     | 111e |
| Entraineur :        |    |                    |     |      |
| Boris Podkorytov    |    |                    |     |      |

| VAKHSH QURGHONTEPPA     |    |                         |     |     |
|                         |    |                         |     |     |
| G                       | 1  | Asliddin Khabiboullaïev |     |     |
| D                       | 4  | Sohib Savankulov        | 97e |     |
| D                       | 5  | Alexeï Negmatov         |     |     |
| D                       | 7  | Mahmadkarim Nazarov     |     |     |
| D                       | 11 | Mikhrob Zakhurbekov     |     |     |
| M                       | 6  | Iskandar Nouridinov     |     |     |
| M                       | 9  | Akmal Sabourov          |     |     |
| M                       | 10 | Ilhomzhon Ortikov       |     |     |
| A                       | 8  | Nazirshoh Rizomov       |     |     |
| A                       | 12 | Firdavs Faizullaïev     |     | 80e |
| A                       | 20 | Akhtam Khamrakulov      |     |     |
| Remplaçants :           |    |                         |     |     |
| M                       | 21 | Nazarali Samiev         |     | 80e |
| Entraineur :            |    |                         |     |     |
| Khikmatullo Shamsudinov |    |                         |     |     |

| ---------------------- Arbitres assistants : Silva Benjamin Ahmed Ameez Quatrième arbitre : Ram Krishna Gosh |